# サルヴァトーレ・フェラガモ

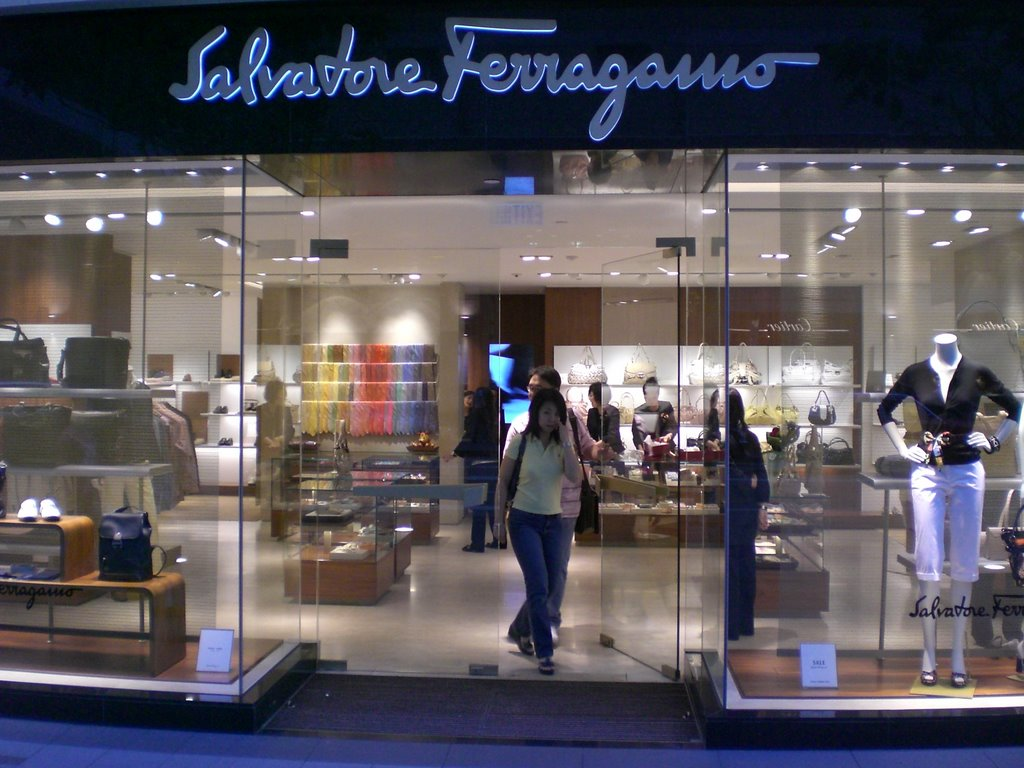
サルヴァトーレ・フェラガモ

サルヴァトーレ・フェラガモ（フェッラガーモ、イタリア語: Salvatore Ferragamo、1898年6月5日 - 1960年8月7日）は、イタリアのファッションデザイナー。
また、同デザイナーにより設立されたファッションブランド、および同ブランドを展開する企業。靴をメイン商品として展開する。フェラガモと略すことも多い。

## 人物
サルヴァトーレ・フェラガモは、イタリア南部カンパニア州アヴェッリーノ県ボニートで生まれた。大家族で14人兄弟のうちの11番目だった。最初にサルヴァトーレが靴を作ったのは9歳の時で、教会の儀式に参加する妹の靴だったという。11歳の時、自宅で靴屋を開業、15歳でアメリカのカウボーイブーツの工場で働いていた兄弟の一人がいるボストンに渡る。その後カリフォルニアに移り、サンタバーバラで映画の衣装として靴を製作したり、ハリウッド俳優らを顧客にし「スターの靴職人」と名声を集める。また、足を痛めない靴を製作するため、南カリフォルニア大学で解剖学を修めた。1927年、13年間いたアメリカからイタリアに戻りフィレンツェで「サルヴァトーレ・フェラガモ」を開業。大恐慌の余波を受け1933年一度倒産するが、イランのソラヤー・エスファンディヤーリー・バフティヤーリー元王妃などの王侯、インドのマハラニなどの貴族やエヴァ・ペロン等の有名人の顧客を獲得し復興した。
その他、顧客にはイングリッド・バーグマン、マリリン・モンロー、オードリー・ヘプバーン、ソフィア・ローレン、マレーネ・ディートリヒ、ジュディ・ガーランド、カルメン・ミランダ、キャサリン・ヘプバーン、グレタ・ガルボ、グロリア・スワンソン、メアリー・ピックフォード、リタ・ヘイワース、エヴァ・ガードナー、ゲイリー・クーパー、ローレン・バコール、ジーン・ティアニー、クローデット・コルベール、シルヴァーナ・マンガーノ、ポーレット・ゴダード、アンナ・マニャーニ、ヴィヴィアン・リー、ベティ・デイヴィス、ラナ・ターナーなど多数のイタリアやハリウッドの映画俳優がいた。
1947年に発表され、革命的と言われた「見えない靴」、ウェッジ・ヒール、プラットフォーム・ソールなどを生み出し、数々の特許を取得した。

### 主な受賞歴
- ニーマン・マーカス賞(1947年)

## ブランドとしてのフェラガモ

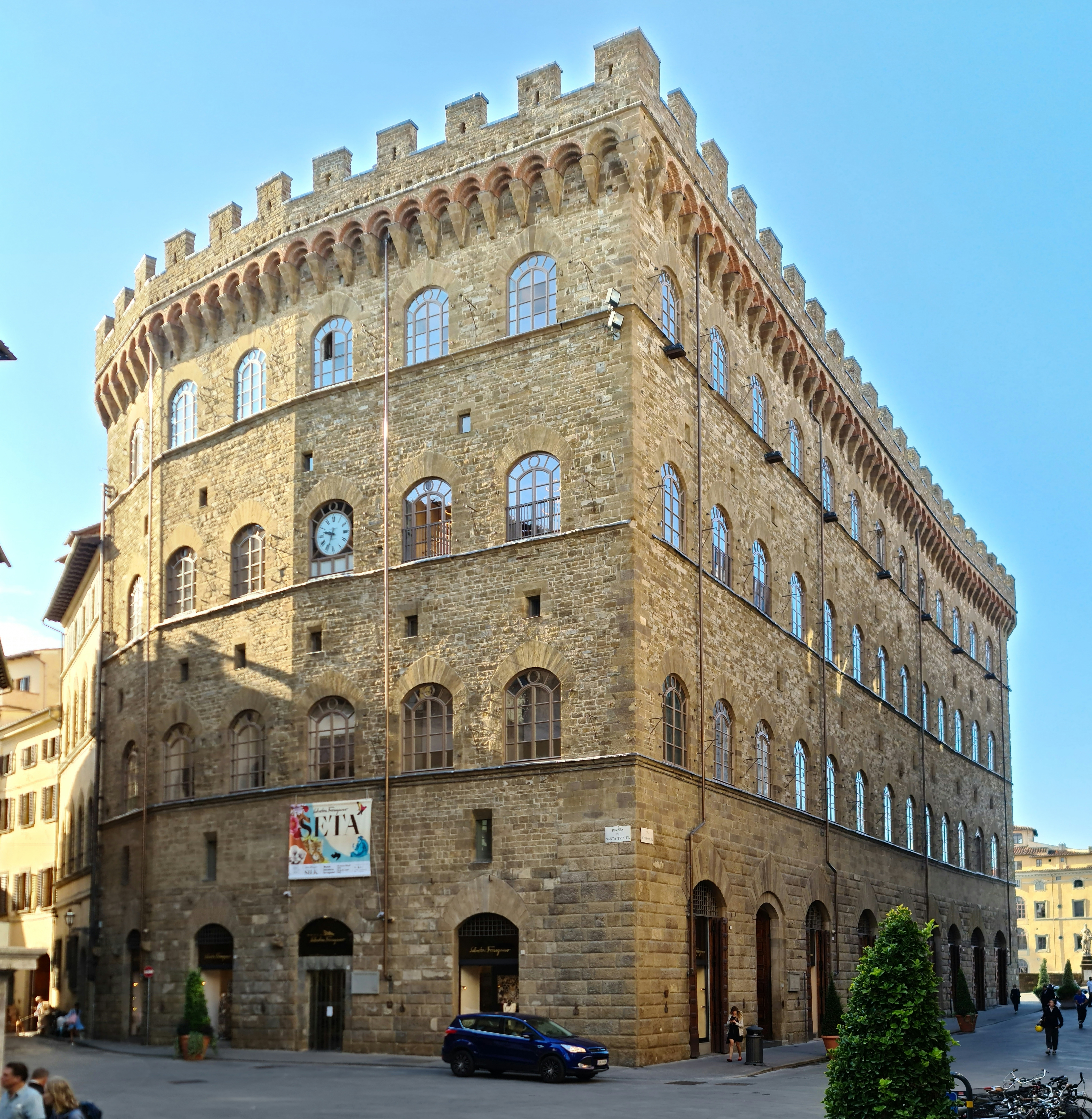
フィレンツェ・スピーニ・フェローニ宮殿内の本社

彼の死後もブランド「サルヴァトーレ・フェラガモ」はフィレンツェを本拠地とした同族経営の会社として妻ワンダや子供たちに受け継がれ、世界でも有数のトータルファッションブランドとなっている。
本社と博物館がフィレンツェ、スピーニ・フェローニ宮殿にある。